# Actinote rubrosticta
Actinote rubrosticta är en fjärilsart som beskrevs av Jordan. Actinote rubrosticta ingår i släktet Actinote och familjen praktfjärilar. Inga underarter finns listade i Catalogue of Life.